# Anthony Whiteman
Anthony Whiteman (Reino Unido, 13 de noviembre de 1971) es un atleta británico retirado especializado en la prueba de 1500 m, en la que consiguió ser subcampeón europeo en pista cubierta en 1996.

## Carrera deportiva
En el Campeonato Europeo de Atletismo en Pista Cubierta de 1996 ganó la medalla de plata en los 1500 metros, con un tiempo de 3:44.78 segundos, tras el español Mateo Cañellas y por delante del francés Abdelkader Chékhémani.